# Kwas walproinowy
Kwas walproinowy, kwas 2-propylowalerianowy – organiczny związek chemiczny z grupy kwasów karboksylowych, lek o właściwościach przeciwdrgawkowych. Jest związkiem, z którego wywodzi się szereg leków zwanych walproinianami, stosowanych w leczeniu padaczki i choroby afektywnej dwubiegunowej: amid kwasu walproinowego, walproinian sodu, walproinian wapnia, walproinian magnezu.

## Budowa
Jest to alifatyczny, nasycony kwas monokarboksylowy, będący pochodną kwasu walerianowego, który został podstawiony grupą propylową w pozycji 2.

## Mechanizm działania fizjologicznego
Działanie kwasu walproinowego jest złożone i nie do końca poznane. Wiadomo, że powoduje wzrost stężenia GABA przez zahamowanie jego rozkładu (dekarboksylacji) oraz wychwytu zwrotnego. Zwiększa również produkcję GABA przez stymulowanie enzymów niezbędnych do jego biosyntezy. Poza tym modyfikuje przekaźnictwo nerwowe poprzez blokowanie kanałów wapniowych i sodowych w komórkach nerwowych. W ten sposób zmniejsza się pobudliwość komórek nerwowych i zahamowane jest ich nadmierne pobudzenie.

## Farmakodynamika i farmakokinetyka
Szybko wchłania się po podaniu doustnym. Maksymalne stężenie w surowicy krwi osiąga po 1–4 godzinach od podania. Pokarm zwalnia wchłanianie. Niektóre metabolity posiadają właściwości przeciwdrgawkowe.
- Dawka dobowa: 1,0–1,5 g
- Stężenie terapeutyczne: 50–100 μg/ml
- Wiązanie z białkami osocza: 90%
- Objętość dystrybucji: 0,1–0,4 l/kg
- Okres półtrwania: 6–20 godzin
- Stan stacjonarny: 2–4 dni

## Wskazania
Głównie w leczeniu różnych postaci padaczki. Lek z wyboru w leczeniu padaczki uogólnionej idiopatycznej.
- padaczka z napadami grand mal
- napady nieświadomości
- młodzieńcza padaczka miokloniczna.

W badaniu klinicznym przeprowadzonym w latach 2016–2019 w Chinach stwierdzono, że jego efektywność w leczeniu aktywnego i zagrażającego życiu stanu padaczkowego przewyższa benzodiazepiny.
Pochodne kwasu walproinowego, zwłaszcza amid tego kwasu znajdują również dość duże zastosowanie w psychiatrii jako leki o działaniu normotymicznym. Stosowane w leczeniu zaburzeniach afektywnych, pomocniczo w borderline, charakteropatiach i innych schorzeniach.

## Dawkowanie
Dawkowanie leku powinno być ustalane indywidualnie (najlepiej pod kontrolą stężenia leku we krwi).
Należy wziąć pod uwagę wiek, masę ciała i wskazania kliniczne.
- doustnie, po jedzeniu 600 mg/dobę w dawkach podzielonych – dawki zwiększamy o 200 mg co 3 dni dochodząc do 1–2 g/dobę
- u dzieci modyfikacja dawki w zależności od masy ciała
- dożylnie 10 mg/kg mc. najlepiej we wlewie kroplowym

## Działania niepożądane
Niektóre z działań niepożądanych
- dolegliwości ze strony układu pokarmowego
- wzrost masy ciała
- wypadanie owłosienia
- obrzęki
- drżenie rąk i niezborność ruchowa
- trombocytopenia
- uszkodzenie wątroby (działanie hepatotoksyczne)
- w przypadku stosowania w ciąży – płodowy zespół walproinianowy

## Interakcje
Kwas walproinowy zwalnia metabolizm fenobarbitalu, zwiększa ryzyko kumulacji i zatrucia. Wypiera z połączeń z białkami fenytoinę przyspieszając dodatkowo jej metabolizm (brak zmian stężenia wolnej frakcji leku).

Nie wpływa na metabolizm doustnych środków antykoncepcyjnych.

Wzmaga działanie leków przeciwdepresyjnych, neuroleptyków, inhibitorów MAO i alkoholu.
Zwiększają stężenie kwasu walproinowego i pochodnych we krwi:
- bupropion
- diazepam
- fluoksetyna
- kwas acetylosalicylowy
- felbamat
- cymetydyna
- erytromycyna

Zmniejszają stężenie kwasu walproinowego i pochodnych we krwi:
- chlorpromazyna
- fenytoina
- haloperidol
- karbamazepina
- meflochina

## Stosowanie w okresie ciąży i laktacji
Kategoria D. Stosowanie kwasu walproinowego i walproinianów w ciąży może doprowadzić do ciężkiego zespołu wad znanego jako płodowy zespół walproinianowy.

## Preparaty handlowe

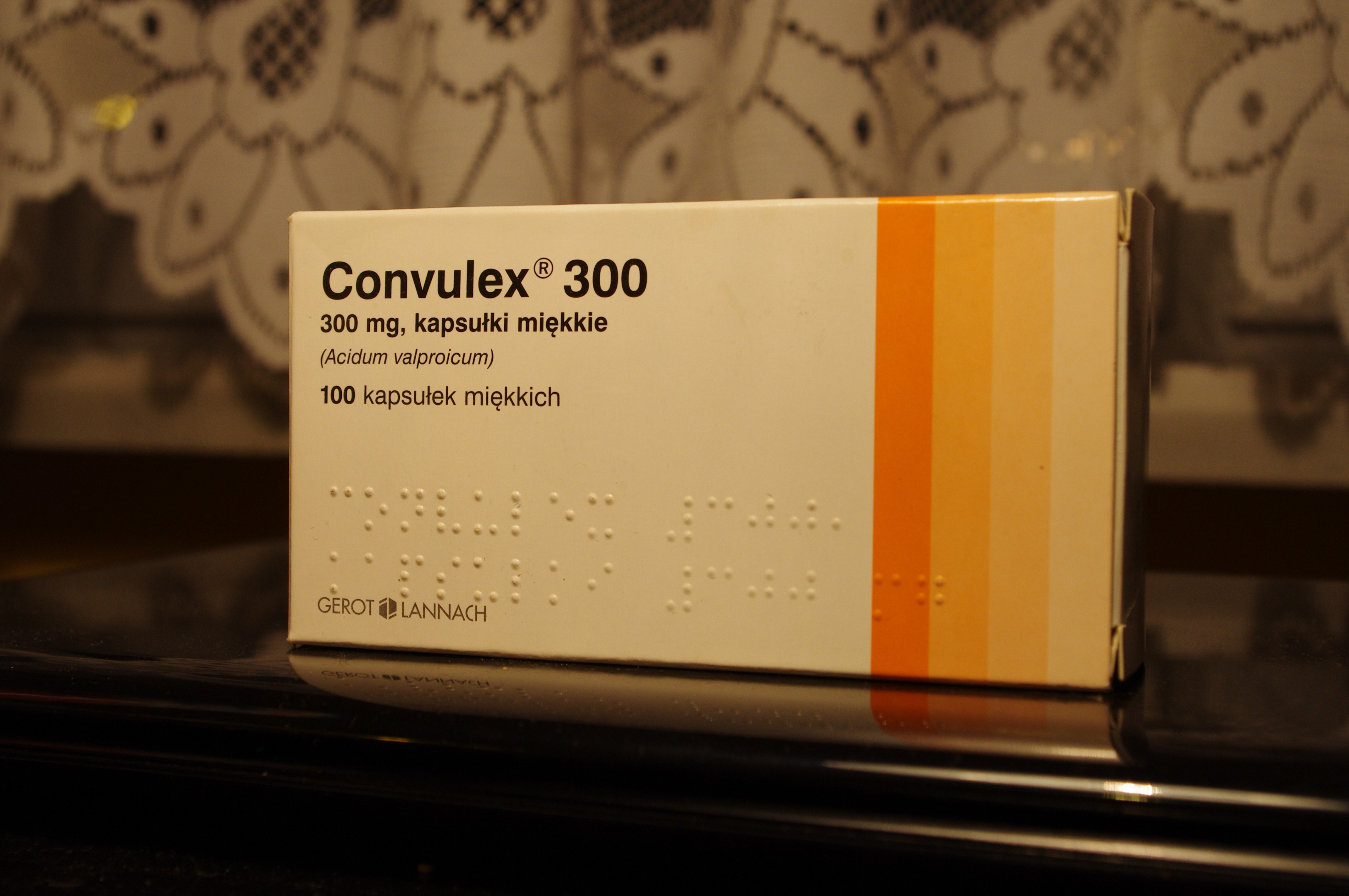
Opakowanie leku Convulex zawierającego kwas walproinowy

Preparaty mają postać tabletek lub kapsułek (zwykłych lub o przedłużonym działaniu), syropu, roztworu doustnego, płynu do iniekcji.
- Zawierające kwas walproinowy (Acidum valproicum): Convulex, Depakine
- Zawierające kwas walproinowy i walproinian sodu (Acidum valproicum et natrii valproas): Depakine Chrono, Depakine Chronosphere
- Zawierające walproinian sodu (Natrii valproas): Absenor, Convival chrono, Depakine, Orfiril, Valprolek
- Zawierające walproinian magnezu (magnesii valproas): Dipromal
- Zawierające walpromid (amid kwasu walproinowego; Valpromidum): Depamide.